# Yli-Säynäjäluoma
Yli-Säynäjäluoma och Ala-Säynäjäluoma, eller Säynäjaluomat är sjöar i Finland. De ligger i kommunen Kuusamo i landskapet Norra Österbotten, i den nordöstra delen av landet, 700 km norr om huvudstaden Helsingfors. Säynäjaluomat ligger 267,1 meter över havet. De ligger vid sjön Lehtojärvi. Arean är 23,3 hektar och strandlinjen är 3,02 kilometer lång. Sjön  ingår i Kems huvudavrinningsområde. 